# Brian Boucher

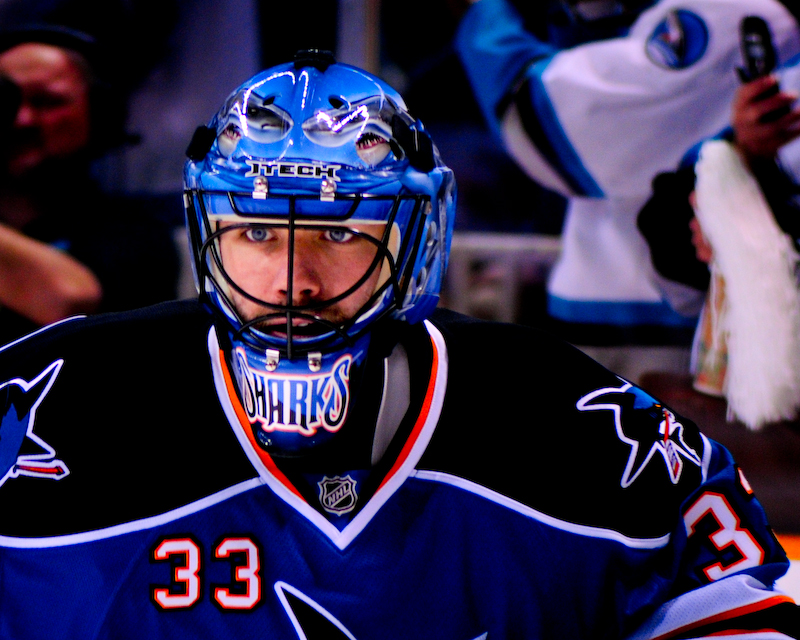
Brian Boucher i San Jose Sharks.

Brian Boucher, född 2 januari 1977 i Woonsocket, Rhode Island, är en amerikansk före detta professionell ishockeymålvakt som sist spelade för Carolina Hurricanes i NHL.

## Spelarkarriär
Brian Boucher debuterade i NHL säsongen 1999–00.
Säsongen 2008–09 så spelade han för San Jose Sharks, där han var reserv bakom förstemålvakten Evgeni Nabokov. Tidigare har han spelat för Philadelphia Flyers, Phoenix Coyotes, Calgary Flames, Chicago Blackhawks och Columbus Blue Jackets.
Säsongen 2004–05 spelade han 4 matcher i det svenska elitserielaget HV71.

## Klubbar
- Tri-City Americans
- Philadelphia Phantoms
- Peterborough Phantoms
- Philadelphia Flyers
- Phoenix Coyotes
- HV71
- Calgary Flames
- San Antonio Rampage
- Chicago Blackhawks
- Columbus Blue Jackets
- San Jose Sharks
- Philadelphia Flyers
- Carolina Hurricanes